# John Marshall (drummer)

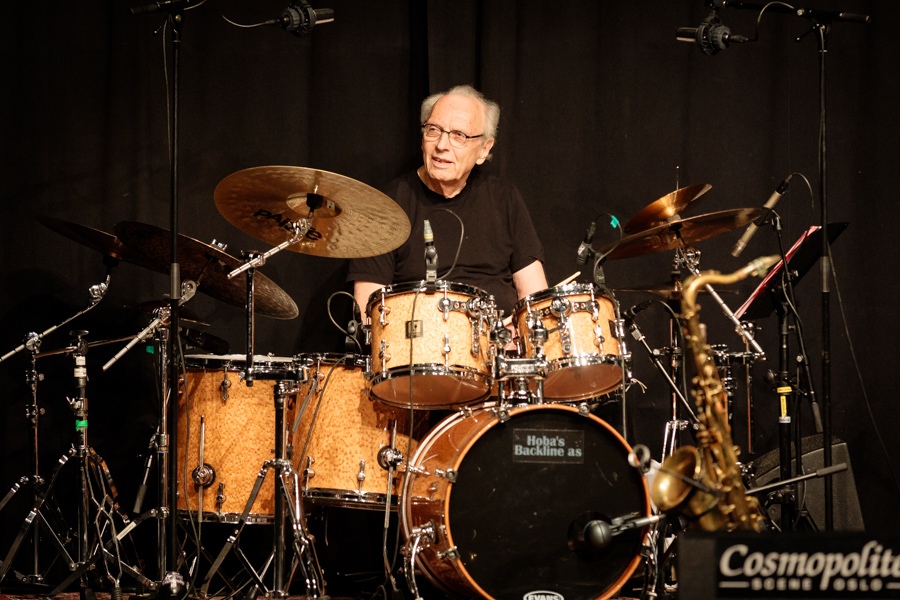
John Marshall (2018)

John Stanley Marshall (Isleworth (Londen), 28 augustus 1941 – aldaar, 16 september 2023) was een Brits drummer.

## Levensloop
Marshall studeerde af als psycholoog aan de University of Reading. In zijn studietijd legde hij zich ook toe op de muziek. Hij draaide mee in het Londense jazzleven, met name als invaller, maar later ook als vast lid in bands. De eerste band was Blues Incorporated, in 1964, later het Graham Collier Sextet.
Bekender is zijn deelname aan Nucleus, de band die hij in 1969 hielp oprichten. De eerste drie albums draaide hij mee, daarna stapte hij uit de band om er overigens in 1982 weer terug te keren.
Na een korte stop bij de Jack Bruce Band sloot Marshall zich begin 1972 aan bij Soft Machine. Hier speelde hij samen met verschillende muzikanten; in de loop van de tijd ontwikkelde hij zich naast Karl Jenkins tot een van de dragers van Soft Machine.
Marshall continueerde zijn carrière in de jazz in de jaren tachtig en negentig. Hij maakte deel uit van verschillende bands en formaties.
Sinds 1999 is Marshall weer betrokken in de revival van de 'Canterbury-scene'. Hij draait mee in een aantal projecten rond het oude Soft Machine. Een eerste initiatief was SoftWhere, met onder meer Hugh Hopper, Elton Dean en Keith Tippett. De volgende samenstelling was met Allan Holdsworth, SoftWorks. Na een album werd er uitgebreid opgetreden. Nadat John Etheridge Holdsworth had vervangen, werd de naam gewijzigd in Soft Machine Legacy. Soft Machine Legacy trad regelmatig op, onder andere op 10 mei 2005 in Zaandam; van dit optreden werden opnamen gemaakt die op album uitgebracht werden. Met het overlijden van Elton Dean liep dit project ten einde.

## Werk
Marshall heeft niet alleen gedrumd in jazzformaties. Zo droeg hij ook bij aan de vertolking van het werk van moderne componisten van klassieke muziek. Hij trad op met meerdere groepen die klassiek werk uitvoeren. Daarnaast was hij een gevraagd studiodrummer, gaf hij drumclinics en workshops en gaf hij ook lezingen over het onderwerp. 
John Marshal heeft opgetreden met een keur aan musici, onder wie John Abercrombie, Arild Andersen, Neil Ardley, Uli Beckerhof, Gordon Beck, Anthony Braxton, Jack Bruce, Gary Burton, Philip Catherine, lan Carr, Jeff Clyne, Larry Coryell, Laurence Cottle, Elton Dean, Elaine Delmar, Roy Eldridge, John Etheridge, Gil Evans, Michael Gibbs, George Gruntz, Joe Harriott, Tubby Hayes, Jasper van 't Hof, Allan Holdsworth, Dave Holland, Hugh Hopper, Milt Jackson, Karl Jenkins, Volker Kriegel, Karin Krog, Joachim Kuhn, Charlie Mariano, John McLaughlin, Wolfgang Mirbach, Christoph Oeding, Michel Portal, Annie Ross, Joe Sachse, Manfred Schoof, Ronnie Scott, Andy Shepherd, Alan Skidmore, John Surman, Steve Swallow, John Taylor, Leon Thomas, Keith Tippett, Theo Travis, Sarah Vaughan, Ray Warleigh, Eberhard Weber, Ben Webster, Mike Westbrook, Kenny Wheeler, Mary Lou Williams, Norma Winstone en Mark Wood.
Marshall overleed thuis op 16 september 2023 op 82-jarige leeftijd.

## Discografie

#### Met Nucleus
- Elastic Rock (1970, Vertigo)
- We'll Talk About It Later (1970, Vertigo)
- Solar Plexus (1971, Vertigo)
- Live at Theaterhaus (1985, Mood)
- Ian Carr: Old Heartland (1988, EMI)

#### Met Soft Machine
- Fifth (1972, CBS)
- Six (1973, CBS)
- Seven (1973, CBS)
- Bundles (1975, Harvest)
- Softs (1976, Harvest)
- Triple Echo (1977, Harvest)
- Alive & Well in Paris (1978, Harvest)
- Land of Cockayne (1981, EMI)
- BBC Radio 1 Live in Concert [opgenomen 1972] (1994, Windsong)
- Live in France [opgenomen 1972] (1994, One Way)

#### Met Eberhard Weber's Colours
- Silent Feet (1977, ECM)
- Pop Jazz International (1979, Amiga)
- Little Movements (1980, ECM)

#### Diversen
- Graham Collier / Deep Dark Blue Centre (1967, Deram)
- Michael Garrick / Jazz Praises at St Pauls (1968, Airborne)
- Barney Kessel / Blue Soul (1968, Black Lion)
- Barney Kessel / Swinging Easy (1968, Black Lion)
- Graham Collier / Down Another Road (1969, Fontana)
- Neil Ardley / Greek Variations (1969, Columbia)
- Jack Bruce / Songs for a Tailor (1969, Polydor)
- Michael Gibbs / Michael Gibbs (1969, Deram)
- Mike Westbrook / Marching Song Vol. I&II (1969, Deram)
- Georgie Fame / Seventh Son (1969, CBS)
- Arthur Brown / Crazy World of Arthur Brown (1969, Track)
- Indo-Jazz Fusions / Etudes (1969, Sonet)
- Lloyd Webber/Rice / Jesus Christ Superstar (1970, Decca)
- Bill Fay / Bill Fay (1970, Deram)
- Michael D'Abo / Michael D'Abo (1970, Uni)
- Chris Spedding / Songs Without Words (1970, Harvest)
- Top Topham / Ascension Heights (1970, Blue Horizon)
- Michael Gibbs / Tanglewood '63 (1970, Deram)
- Jack Bruce / Harmony Row (1971, Polydor)
- Chitinous Ensemble / Chitinous Ensemble (1971, Deram)
- Linda Hoyle / Pieces of Me (1971, Vertigo)
- Spontaneous Music Orchestra / Live: Big Band/Quartet (1971, Vinyl)
- John Surman / Conflagration (1971, Dawn)
- Mike Westbrook / Metropolis (1971, RCA)
- Centipede / Septober Energy (1971, Neo)
- Michael Gibbs / Just Ahead (1972, Polydor)
- Alexis Korner / Bootleg Him (1972, Rak Srak)
- Volker Kriegel / Inside:The Missing Link (1972, MPS)
- Hugh Hopper / 1984 (1973, CBS)
- John Surman / Morning Glory (1973, Island)
- John Williams / Height Below (1973, Hi Fly)
- Volker Kriegel / Lift (1973, MPS)
- Pork Pie (Van't Hof. Mariano,Catherine, Marshall) / The Door is Open (1975, MPS)
- Charlie Mariano / HelenTwelveTrees (1976, MPS)
- Elton Dean & Alan Skidmore / El Skid (1977, Vinyl)
- Jasper van't Hof & George Gruntz / Fairy Tales (1978, MPS)
- Gil Evans / The British Orchestra (1983, Mole)
- U.Beckerhoff, J.van't Hof, J.Marshall / Camporondo (1986, Nabel)
- U.Beckerhoff, J.Abercrombie, A.Andersen, J.Marshall / Secret Obsession (1991, Nabel)
- Wolfgang Mirbach / Links (1992, Schlozzton)
- John Surman Brass Project / Brass Project (1993, ECM)
- Towering Inferno / Kaddish (1993, Tl Records)
- Michael Gibbs / By TheWay (1994, Ah Um)
- Theo Travis / View From The Edge (1994, 33 Records)
- John Surman Quartet / Stranger Than Fiction (1994, ECM)
- Jandl/Glawischnig / Laut & Luise (1995, Hat Hut/Du)
- Graham Collier / Charles River Fragments (1995, Boathouse)
- Mirbach/Links / New Reasons To Use Old Words (1995, Schlozzton)
- Jack Bruce & Friends / Live in Concert [rec.1971] (1995, Windsong)
- Christoph Oeding / Taking a Chance (1997, Mons)
- Marshall Travis Wood / Bodywork (1998, 33 Records)
- Roy Powell / North by Northwest (1998, uitgebracht 2001, Nagel-Heyer)
- SoftWorks / Abracadabra (2003, Universal Japan)
- Soft Machine Legacy / Live In Zaandam (2005, MoonJune)
- Soft Machine Legacy / New Morning - The Paris Concert (dvd, 2006, opgenomen 12/2005)
- Soft Machine Legacy / Soft Machine Legacy (2006, MoonJune)